# Livră parisis
Livra parisis a fost o monedă de cont utilizată în Franța, sub Vechiul Regim, în referință cu monedele fabricate de atelierul din Paris.
Livra parisis a fost monedă de cont oficială a domeniului regal francez, sub Dinastia Capețiană, până în 1203, când a fost înlocuită de livra tournois, încetând să mai existe ca monedă efectivă sub Ludovic al IX-lea.
A subzistat în câteva regiuni din Franța, până în 1667, dată la care folosirea ei a fost interzisă de către Ludovic al XIV-lea.
Valoarea livrei parisis era fixată la: 1 livră parisis = 1,25 livră tournois:
Ca și livra tournois, care era împărțită în 20 de sols tournois, care, la rândul lor, erau împărțiți în 12 deniers tournois, livra parisis era împărțită în 20 de sols parisis, fiecare împărțit în 12 deniers parisis, însă livra parisis avea valoarea de 25 de sols tournois (de exemplu, livra tournois avea valoarea de 4 / 5 din livra parisis). Fiecare sol parisis a fost, astfel, în valoare de 15 deniers tournois, și fiecare deniers parisis era în valoare de 1¼ deniers tournois.